# Kristen Hager
Pour les articles homonymes, voir Hager.
Kristen Hager, née le 2 janvier 1984 à Red Lake en Ontario, est une actrice canadienne.

## Biographie
Kristen Hager, née au Canada, est d'origine allemande.

## Carrière
En 2005, elle a son premier rôle à la télévision dans la série Beach Girls. L'année d'après elle joue dans Runaway aux côtés de Donnie Wahlberg et de Niamh Wilson, elle y reste jusqu'en 2008.
En 2007, elle fait ses débuts au cinéma dans les films I'm Not There de Todd Haynes, avec Cate Blanchett dans le rôle principal, qui a été récompensé par un Golden Globe Award et Aliens vs. Predator : Requiem, la suite de Alien vs. Predator.
En 2008, elle fait une apparition dans Wanted : Choisis ton destin et joue dans les séries Dresden, enquêtes parallèles et Sophie.
En 2011, elle tourne deux fois sous la direction de Warren P. Sonoda dans les films Servitude et Textuality, puis elle est présente lors d'un épisode de NCIS : Los Angeles et elle obtient un rôle dans la série américaine Being Human, où elle reste jusqu'en 2013.
En 2015, elle joue aux côtés de Robert Pattinson et Dane DeHaan dans Life d'Anton Corbijn et dans la série The Expanse.
En 2017, elle apparaît dans plusieurs séries : Bienvenue à Schitt's Creek, Ransom, The Kennedys After Camelot (où elle incarne Joan Kennedy aux côtés de Katie Holmes et Matthew Perry, entre autres) et New York, unité spéciale.
L'année suivante, elle tourne dans un épisode NCIS : Nouvelle-Orléans, puis trouve un rôle secondaire dans l'adaptation du roman et du film Les Trois Jours du Condor, intitulé Condor et diffusée sur Audience Network.
En 2019, elle est présente aux côtés de Troian Bellisario et Patrick J. Adams dans Clara d'Akash Sherman, elle joue également avec Ryan Hansen dans The Turkey Bowl de Greg Coolidge.
En 2021, elle obtient le rôle du Dr Stevie Hammer, dans la série Chicago Med créée par Dick Wolf à partir de la saison 7.

## Filmographie

### Cinéma
- 2007 : I'm Not There de Todd Haynes : Mona / Polly
- 2007 : Aliens vs. Predator 2 : Requiem de Greg et Colin Strause : Jesse
- 2008 : Wanted : Choisis ton destin (Wanted) de Timur Bekmambetov : Cathy
- 2009 : You Might as Well Live de Simon Ennis : Cookie de Whitt
- 2009 : Leslie, My Name Is Evil de Reginald Harkema : Leslie
- 2011 : Servitude de Warren P. Sonoda : Jenny
- 2011 : Textuality de Warren P. Sonoda : Dani
- 2012 : A Little Bit Zombie de Casey Walker : Sarah
- 2013 : The Right Kind of Wrong de Jeremiah S. Chechik : Julie
- 2014 : The Barber de Basel Owies : Audrey Bennet
- 2015 : Life d'Anton Corbijn : Veronica
- 2016 : In Embryo d'Ulrich Thomsen : Lilly
- 2019 : Clara d'Akash Sherman : Dr Rebecca Jenkins
- 2019 : The Turkey Bowl de Greg Coolidge : Jen
- 2020 : Allagash de John Barr : Debbie

### Télévision

#### Séries télévisées
- 2005 : Beach Girls : Skye
- 2006 - 2008 : Runaway : Kylie
- 2007 : St. Urbain's Horseman : Ingrid
- 2008 : Dresden, enquêtes parallèles (The Dresden Files) : Polly
- 2008 : Sophie : Miriam Cambridge
- 2009 : The Listener : Anna Sokur
- 2009 : Wild Roses : Adele Edmond
- 2009 : Valemont : Sophie Gracen
- 2010 : Les Experts : Miami (CSI : Miami) : Melissa Walls
- 2011 : NCIS : Los Angeles : Star
- 2011 - 2013 : Being Human : Nora Casing
- 2015 : The Expanse : Ade Nygaard
- 2016 : Gotham : Nora Fries
- 2016 : Code Black : Ashely
- 2017 : Bienvenue à Schitt's Creek (Schitt's Creek) : Amy Grace
- 2017 : Ransom : Isabelle Kalish
- 2017 : The Kennedys After Camelot : Joan Kennedy
- 2017 : New York, unité spéciale (Law & Order : Special Victims Unit) : Abby Clarke
- 2018 : NCIS : Nouvelle-Orléans (NCIS : New Orleans) : Adrian Cohen
- 2018 - 2020 : Condor : Mae Barber
- 2019 : What/If : Laura
- 2021 - présent : Chicago Med : Dr Stevie Hammer

#### Téléfilms
- 2005 : Un défi pour Noël (Recipe for a Perfect Christmas) de Sheldon Larry : Morgan
- 2008 : Le Poids des souvenirs (Murder on Her Mind) de David Wellington (en) : Aimme Linden
- 2009 : De mères en filles (Sorority Wars) de James Hayman : Heather
- 2010 : L'Appât du gain (Ties That Blind) de Frédérik D'Amours : Rachel Thomas
- 2015 : The Adversaries de Stephen Cragg : Jamie